# بنكوي عشاير دهنة قلعة ها (كوهستان)
بنكوي عشاير دهنة قلعة ها (بالفارسية: بنکوی عشایر دهنه قلعه‌ها) هي قرية تقع في إيران في Kuhestan Rural District. يقدر عدد سكانها بـ 115 نسمة .